# 彫やす
彫やす（ほりやす/浅草彫やす、1953年 - ）は日本刀を研ぐ刀剣研磨師として、16年間職人の経歴を持つ。36歳の時に伝統的な日本の刺青(入れ墨)を専門とする彫師となり現在にいたる。

## 経歴
彫やす（浅草彫やす）は日本の刺青師である。彼の経歴は刀研ぎ師から始まる。16年間、日本刀を研ぐ刀剣研磨師の職人として修業を重ね、その技術で確固たる地位を築き上げてきた。
しかし36歳にして、彫師として第２の人生を歩み始める。最初の一年間は当然ながら無報酬で刺青を彫り、技術習得のため修行に励んだ。
人並みに彫れるようになる為、修行に励むが他の入門者と同じように、実際に本物の刺青を彫ることはできないという最初の試練にぶつかる。
彼は技術向上に気が遠くなるような時間をかけ、浮世絵師である歌川国芳、月岡芳年、葛飾北斎、その他日本伝統刺青の題材や参考資料などを貪欲に熱心に学んだ。
現在、彫やすは、工夫研究を重ね的確な技術で重厚感をだしながらも、美しく、人を惹きつける作品を制作し、人々から多くの高い評価を受けている。
また彼の刺青を彫る時の物腰の静けさや、雰囲気、緊張感は刀剣研磨師の経験から培われたのかもしれない。
ある取材にて、彫やすは刀研ぎが彼の彫り師としての活動に影響を与えたかを聞かれ、彼は以下のように述べた。
| 「                                                    | 技術や美学、そして職人として非常に影響を受けました。職人としてはそれが熟練した技術の頂点でした。刃の先端、刺青の針の先端 ．．刀研ぎと刺青を彫る手触りには共通する部分があります。 | 」 |
| —彫やす（刀から水滸伝. タトゥーマスターマガジンより） | |    |

## 業績
彫やすは和彫りを専門としている。彼の彫る印象的で大きなスケールと近代的な作風は、日本国内のみならず海外からも顧客を引きつけている。
彫やすの刺青は日本伝統のスタイルを貫いている。仏教の神々、龍、虎、水や花などの題材は江戸時代から刺青の絵柄として数えきれないほど描かれてきた。 彼は転写を用いずに直接下絵を描き、雑誌(“タトゥーマスター”)の取材では「原画を下絵として、フリーハンドで一気に彫り始めます。」と述べている。

彼は日本の伝統的なものを題材としているものの、現在では手彫りではなく、彫り師としての職人の幅を広げていく意味でも機械彫りでの施術を行っている。
彼の機械への探求を通して、彫やすはついに昔の手彫り師が驚くような、機械彫りとは思えない美しく重厚な作品を生み出すことが可能となった。 彼独自の技術としてインクを皮下で重ねていき、色域の端である「暗さ」を強く押し出す事で、重く深い色合いを生み出している。
彫り師を志した時は、ラインはマシーン、ボカシ、カラーは手彫りで行っており、手彫りの作品も数多く残している。彫やすは取材で手彫りから機械彫りへ切り替えた理由について聞かれ、彼は以下のように述べた。
| 「                                             | 手彫りと機械彫りとでは、さまざまに良い所、悪い所があると思いますが、私の思うところではありますが、手彫りではある程度、色々な面で限界があり、機械彫りの場合は無限の工夫、研究、テクニックがあると思います。意識的な部分で見れば違いはあると思いますが、彫られる方が思うことは、上手であり、速く仕上げたい、できればなるべく痛くなく。また、さまざまな思いがあって彫に来てるわけですから、その気持ちは彫る側でも考えていかなければならないと思ってます。機械が無い時代は手彫りで行っていた仕事でも、機械が発達し、それを用いてまた新しい世界が広がればそれはそれで良いことだと思います。 | 」 |
| —彫やす（浅草彫やすの世界. 日本伝統刺青 より） | |    |

彫やすの作品は“Tattoo in Japan: Traditional and Modern Styles” のような本の表紙にも掲載され、
“Bloodwork:Bodies”, “Japanese Tattooing Now - Memory and Transition” や"日本伝統刺青”やTATTOO WORLDなどでも特集をされた。
彼は2004年9月20日発行のフォーブス (雑誌)ではベンジャミン・フルフォードに取材をされており、下記の雑誌にも取材されました：Tattoo Arte (スペイン・2001.9)、TATOUAGE Magazine (フランス・2002.10)、TATOO BURST (日本・2002.11/2007.5/2011.7)、TätowierMagazin (ドイツ・2003.11/2011.3)、TATTOO THE LIFE (台湾・2004.2)、UNIVERSAL TATTOO (台湾・2004.8/2005.8/2005.11/2006.11/2007.3)、Forbes (アメリカ・2004.9)、Skin & Ink (アメリカ・2004.12)、TATTOO Style (ドイツ・2004)、Forbes (日本・2005.1)、TOTAL TATTOO (イギリス・2006.10)、刺青絶佳 (日本・2007.4)、TATTOO TRIBAL (日本・2007.8)、Skin Deep (イギリス・2007.12)、Tattoo Master (イギリス・2009.春)、TATTOO SOCIETY (アメリカ・2013.5)。
2008年3月にはSBT Realidade番組制作の"Japão（日本）”で取り上げられ、彼のスタジオでジャーナリストのアナ・ポーラ・パドラオに取材を受けている。2007年8月にはナショナルジオグラフィック制作のTaboo Series「タブー　〜禁断の世界〜」シリーズ第４話「自虐の刻印 ("Signs of Identity")」にも出演している。また、2006年にはAntoine Lassaigne（アントワーヌ・ラセーニュ）の”BEING BEAUTIFUL“ シリーズ第４話「”Skin Deep”」にも取り上げられている。

## 受賞歴
数多くのタトゥーコンベンションやコンペティションに参加をしており、アメリカ・ニューヨーク・タトゥーコンベンションでは「Best Overall」で1位を３度受賞(2004年、2007年,2013年)。また“Best Back or Chest” で1位を２度受賞（2004年、2007年）
また、2007年のイタリア ミラン タトゥーコンベンションでは “Best Color” と “Best Black and White”の両方で1位受賞という快挙を成し遂げた。
2007年のアメリカ・サンノゼ・タトゥーコンベンショで “Best Bodysuit” で一位を受賞。
またゲストとして出席したものは、2002年のスペイン・マドリッド・タトゥーコンベンション、2005年の北京タトゥーコンベンション、2008年の中国大連タトゥーコンベンション、2010年のシンガポール・タトゥー&カルチャーショーなどもある。
2012年の“Rites of Passage”オーストラリア・メルボルン・タトゥーコンベンション&アートフェスティバル、コンテストで"Best Japanese"部門一位を受賞。2013年のフランス・モンディアル・ドゥ・タトゥーアージュで"Best Back or Full-Body"部門一位を受賞し、第1回中国香港タトゥーコンベンション2013でも同じく同年に"Color"部門一位と会場内総合部門一位を受賞している。
彼の作品はフランスで世界最高峰のタトゥー展“TATOUEURS, TATOUES”にてケ・ブランリ美術館で刺青作品が展示された (2014/05/06~2015/10/18)。。その他、海外でのTV、雑誌等のインタビュー、出演、掲載多数。